# تلعة الرز (جرش)
تلعة الرز منطقة سكنية تقع في لواء قصبة جرش، محافظة جرش في الأردن. تنتمي المنطقة لقضاء المصطبة الذي يضم 6 مناطق. يقدر عدد سكانها بـ 1602 نسمة حسب إحصاء 2015.

## الوصلات الخارجية
- دائرة الاحصاءات العامة